# 1929 год в науке
В 1929 году были различные научные и технологические события, некоторые из которых представлены ниже.

## События
- 10—11 мая — основано Акустическое общество Америки (англ. Acoustical Society of America)[1].
- 9 декабря — организовано Реологическое общество (англ. The Society of Rheology)[2].

### Без точных дат
- Создана Белорусская академия наук (современное название — Национальная академия наук Беларуси).
- На заводе редких элементов создано первое промышленное производство радия в СССР, в качестве сырья используется урановая руда Тюя-Муюнского месторождения[3].

## Достижения человечества

### Открытия

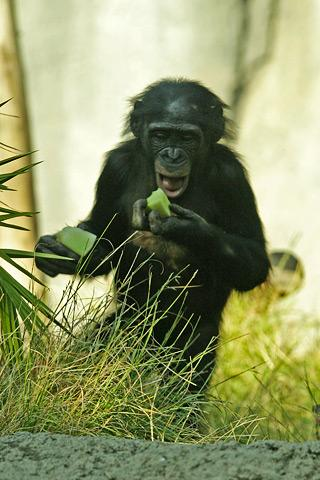
Бонобо

- Э. Хабблом был установлен экспериментально Закон Хаббла для галактик, до которых было определено расстояние по ярчайшим звёздам.
- В Африке открыт карликовый шимпанзе (Бонобо).
- Впервые описан минерал ферсманит.

## Награды
- Нобелевская премия
  - Физика — Луи де Бройль «За открытие волновой природы электронов» (см. Корпускулярно-волновой дуализм)
  - Химия — Артур Гарден и Ханс фон Эйлер-Хельпин «За исследование ферментации сахара и ферментов брожения».
  - Физиология и медицина — Христиан Эйкман «За вклад в открытие витаминов» и Фредерик Гоуленд Хопкинс «За открытие витаминов, стимулирующих процессы роста».